# Bartın (stad)
Bartın is de hoofdstad (İlçe Merkezi) van het gelijknamige district en de provincie Bartın in Turkije. 

## Bevolking
Bartın telde in 1997 34.741 inwoners; in 2024 woonden er 206.715 inwoners  in de stad verspreid over 28 stadswijken. De grootste wijk is Kemer Köprü met ongeveer 12.200 inwoners, gevolgd door Orduyeri en Gölbucağı met (afgerond) 8.500 respectievelijk 8.000 inwoners.

## Verkeer en vervoer

### Wegen
Bartın ligt aan de nationale wegen D010 en D755 en de provinciale weg 74-50.
- Gemeinsame Normdatei: 4225294-5
- Library of Congress Control Number: n2007004078
- MusicBrainz: a4109e16-75ec-4e8e-b583-ce3344735928
- TDVİA: bartin
- Virtual International Authority File: 158493957